# 박태경 (기자)
박태경(1962년 5월 21일 ~ )은 MBC 부사장이다. 서울특별시 출신이다.

## 학력
- 서울 영등포초등학교 졸업
- 서울 당산중학교 졸업
- 서울 영일고등학교 졸업
- 서울대학교 공법학과 졸업

## 경력
| 연도         | 제목                         |  |
| ------------ | ---------------------------- |  |
| 1987         | 문화방송 보도국 기자         |  |
| 2005         | 문화방송 미래전략팀장        |  |
| 2006         | 문화방송 보도국 사회2부장    |  |
| 2007         | 문화방송 보도국 기획취재부장 |  |
| 2008~2011    | 문화방송 도쿄특파원          |  |
| 2011~2013    | 문화방송 논설위원            |  |
| 2013~2015    | 문화방송 보도국 팩트체크팀장 |  |
| 2017~2018    | 문화방송 디지털사업본부장    |  |
| 2018~2020    | 문화방송 전략편성본부장      |  |
| 2020~2023.03 | iMBC 대표이사                |  |
| 2023.03~     | 문화방송 부사장              |  |